# Nb.
nb. – drugi album polskiej grupy chłopiecej 4Dreamers, wydany 1 marca 2019 przez Universal Music Polska. Nominacja do Fryderyka 2020 w kategorii «Album Roku Muzyka Dziecięca i Młodzieżowa».

## Lista utworów
1. nb.
2. Slowa na pół
3. Błąd
4. Sumum
5. Dwa miejsca
6. Test
7. O krok
8. Dobre myśli
9. Groove nocy letniej
10. Tysiąc lat